# Johann Heinrich Leiner
Johann Heinrich Leiner (*  23. Januar 1830 in Aurich; † 16. Juli 1868 in Bad Ems) war ein lutherischer  Pastor in Großefehn. Aus seinem Armen- und dem Rettungshaus entstand später das Leinerstift, auch die Schule in Großefehn ist nach ihm benannt. Ferner war er Gründer und Herausgeber des Ostfriesischen Sonntagsboten (1975 eingestellt).

## Herkunft
Leiners Eltern waren der Bäckermeister Gerhard Jakob Leiner und dessen Ehefrau Christine Sophie Schöttler. Er hatte zwei Brüder, von denen einer jung verstarb. Auch der Vater starb mit nur 33 Jahren an Blutauswurf und Lungensucht. Der Armenvorsteher Ries wurde daraufhin zu seinem Vormund bestimmt; die Erziehung lag weiter bei der Mutter und Großmutter.

## Leben
Bereits in den Jahren 1838/1839 hatte er selbst ein Liederbuch zusammengestellt. Ostern 1842 kam er an das Gymnasiums in Aurich, wo er Ostern 1849 einen hervorragenden Abschluss machte. Dort wurde er von den Rektoren Rothert und Reuter gefördert. Er blieb zeitlebens mit Reuter verbunden.
Anschließend studierte er von Ostern 1849 bis Ostern 1852 Theologie an der Universität Göttingen. In dieser Zeit traf er dann Ehrenfeuchter. Leiner gehörte dem Missionsverein an, den Ehrenfeuchter ganz in die Innere Mission hineingebracht hatte. Am 9. August 1851 war er Mitbegründer der Burschenschaft Germania.

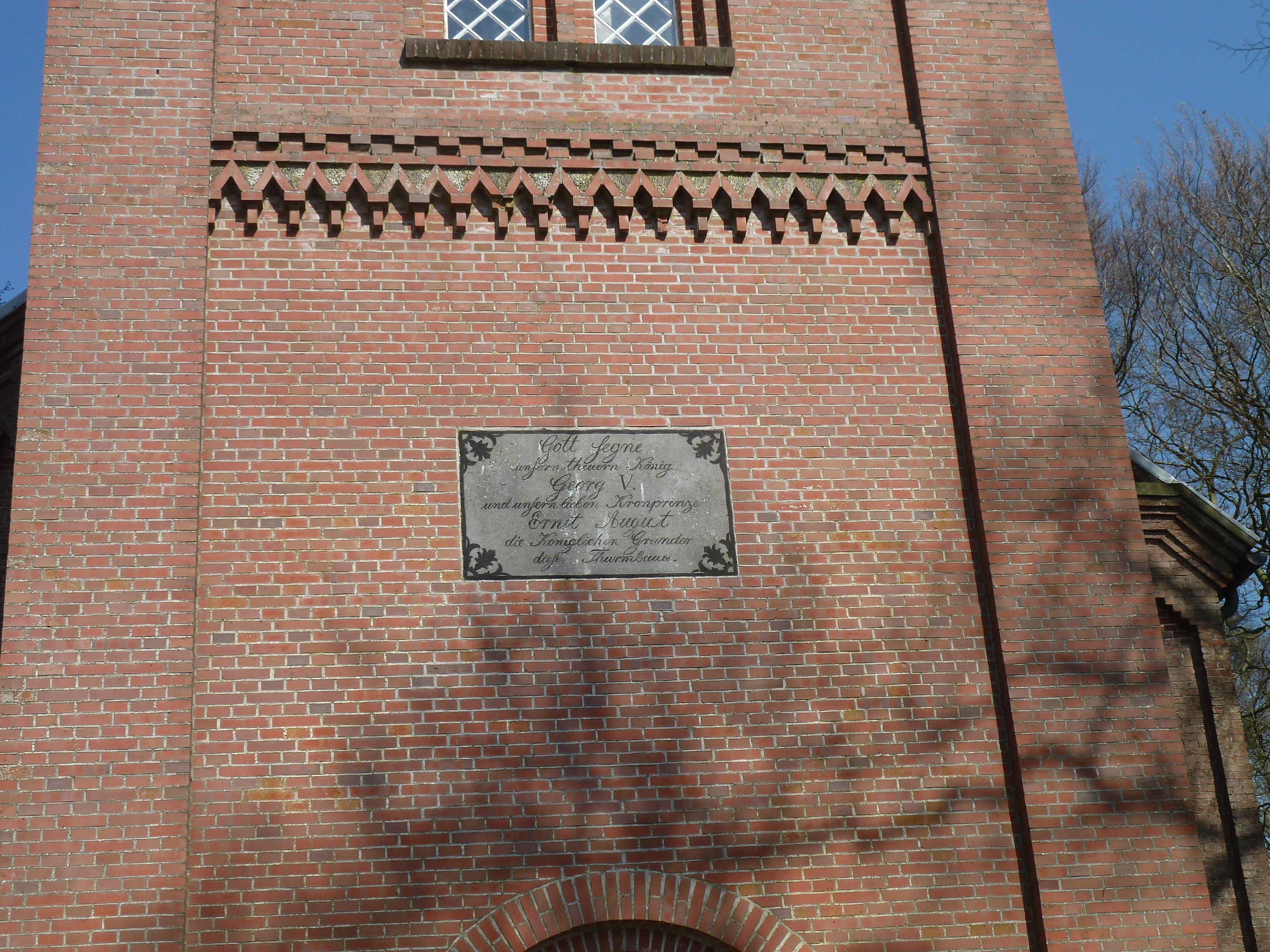
Widmung am Turm der Kirche in Mittegroßefehn

Noch vor seinem Abschluss kehrte er 1852 nach Aurich zurück, wo er sich auf das  erste theologische Examen vorbereitete. Im Juli 1852 bestand er sein Examen mit der Note „vorzüglich“. Im September 1852 kam er nach Emden, wo er den erkrankten Pastor Grimm vertrat. Aber nach drei Monaten musste auch Leiner erkrankt abgelöst werden. Am 3. Advent 1852 erwählte ihn die Zweite Schulgemeinde in Großefehn; am 23. Januar 1853 hielt er dort seine Antrittspredigt. 1854 konnte er Ludwig Harms in Hermannsburg besuchen. Am 4. Januar 1855 kam die Genehmigung, eine Kirche in Großefehn zu errichten, und im Juli 1855 konnte Leiner von der Grundsteinlegung der Kirche berichten. 1856 wurde er zum Pastor gewählt und 21. Dezember 1856 in Aurich ordiniert, nachdem er sein zweites theologisches Examen vor den beiden Generalsuperintendenten abgelegt hatte. Am 7. Januar 1857 wurde dann die Kirche geweiht. Der Kirche fehlte aber noch der Turm. Leiner war inzwischen zu etwas Geld gekommen und spendete von seinem Gehalt 50 Taler. Der König von Hannover gab 5000 Reichstaler dazu. In Anwesenheit des Königs wurde der Turm dann am 17. Dezember 1865 eingeweiht. Noch heute findet sich eine Platte zum Andenken an dieses Ereignis. Leiner erhielt im Sommer 1865 den Guelphenorden IV. Klasse.
Lange Zeit war er der erste und einzige, der in Ostfriesland eine Liturgie benutzte. Im Winter 1861 war er so erschöpft, dass er viele seiner Aktivitäten beenden musste. Dennoch eröffnete er Ende 1864 ein neues Armenhaus in Großefehn, um im Anschluss mit dem Aufbau eines Rettungshauses zu beginnen, in dem verwahrloste Kinder aufgenommen wurden.
Nach der Preußischen Annexion Hannovers im Jahr 1866 wurde er Führer des hannoverschen Landeskonsistoriums unter Carl Lichtenberg, wobei er eine engere Anlehnung an Preußen ablehnte, was besonders auf den Generalkonferenzen 1867 und 1868 zutage trat.
Am 27. Mai 1868 legte Leiner das fünfte Mal einen Grundstein. Aber seine Gesundheit war angegriffen. Er ging nach Bad Ems und starb dort am 16. Juli 1868. Er wurde am 22. Juli 1868 in Großefehn beerdigt.

### Werke
- 1857, Das Sakrament der heiligen Taufe, Vorwort von Ludwig Harms

Er schrieb auch für den Ostfriesischen Sonntagsboten, der 1861 gegründet wurde und dessen Herausgeber Leiner bis zu seinem Tod war.

## Familie
Leiner heiratete am 1. April 1857 die Apothekerstochter Elise  Wellenkamp (* 9. Oktober 1831). Das Paar hatte mehrere Kinder:
- Tochter (1859–1862)
- Elisabeth (* 6.  Juni  1864)